# امدالای
امدالای (به لاتین: Amdalai) یک منطقهٔ مسکونی در گامبیا است که در Western Division (Gambia) واقع شده‌است.

## خصوصیات
امدالای ۱٬۲۴۵ نفر جمعیت دارد.